# Eleonora Alverà
Eleonora Alverà (Cortina d'Ampezzo, 26 novembre 1982) è una giocatrice di curling italiana.

## Biografia
È figlia del giocatore di curling olimpionico Fabio Alverà e sorella del giocatore di curling Alberto Alverà.

### Carriera agonistica

#### Nazionale
Il suo esordio con la nazionale italiana femminile di curling è stato il campionato europeo del 1999, disputato a Chamonix, in Francia: in quell'occasione l'Italia si piazzò al decimo posto. Con la nazionale assoluta partecipa a due campionati mondiali, cinque campionati europei e ai XX Giochi olimpici invernali.
Nel 2002 entra nella formazione della nazionale junior con cui ha partecipato ad un campionato mondiale junior.
In totale Eleonore vanta 49 presenze in azzurro. Il miglior risultato dell'atleta è il quarto posto ottenuto ai campionati mondiali junior del 2002 disputati a Kelowna, in Canada.
CAMPIONATI
Nazionale assoluta: 41 partite
- Olimpiadi
  - 2006 Torino ( Italia) 10°
- Mondiali
  - 2005 Paisley ( Scozia) 11°
  - 2006 Grande Paririe ( Canada) 9°
- Europei
  - 1999 Chamonix ( Francia) 10°
  - 2000 Oberstdorf ( Germania) 12°
  - 2004 Sofia ( Bulgaria) 6°
  - 2005 Garmisch-Partenkirchen ( Germania) 6°
  - 2009 Aberdeen ( Scozia) 9°

Nazionale junior: 8 partite
- Mondiale junior
  - 2002 Kelowna ( Canada) 4°

#### Percentuale di gioco
Il campionato in cui è registrata la miglior prestazione di Eleonora con la squadra nazionale sono le Olimpiadi del 2006 disputata a Torino. In questo campionato giocò con una percentuale media di precisione del 77%, toccando il massimo nella partita contro il Giappone (persa 4-6) dove la precisione è stata del 78%. Il campionato con la peggiore prestazione registrata è il mondiale junior del 2002 a Kelowna. In questo campionato giocò con una percentuale media di precisione del 64%, toccando il minimo nella partita contro la Germania (vinta 12-6) dove la precisione è stata del 47%.
- 2002 mondiale junior di Kelowna, precisione: 64% (lead)
- 2005 mondiale di Paisley, precisione: 65% (lead: 66%, second: 60%, viceskip: 63%, skip: 73%)
- 2006 Olimpiadi invernali di Torino, precisione: 77% (second)
- 2006 mondiale di Grande Prairie, precisione: 65% (second)
- 2009 europeo di Aberdeen, precisione: 64% (viceskip)

#### Campionati italiani
Eleonora ha preso parte ai campionati italiani di curling con il Curling Club Tofane ed è stata una volta campionessa d'Italia:
- Campionato italiano assoluto
  - 2010